# Хаџићи (Бабина Лука)
Хаџићи и Молеровићи из Бабине Луке, пореклом Никшићи воде порекло од Хаџи-Рувима Нешковића и Петра Николајевића Молера сокоског војводе и једног од вођа Другог српског устанка.

### Порекло
Хаџићи, односно Нешковићи и Николајевићи пореклом су из Никшићког племена из места Драговољићи. Односно Хаџи Рувимов отац Нешко је био из Никшићог племена, а мајка Марија од ричанског, односно риђанског племена.. Према одређеним изворима из истог Никшићког племена су и Вукомановићи. Из Драговољића у Никшићкој жупи су пре свега породица обор кнезова који су имали берат на кнежини колубарској ваљевске нахије Грбовићи, чији су сродници и Хаџићи и Даниловићи (пореком Вукомановићи) из Мургаша. Изгледа да су се Грбовићи први доселили и да су после подстакли и друге своје братственике да се населе у ваљевском крају. Ове породице одржавале су сталне везе са братственицима и рођацима насељеним преко Саве у Срему у селима Прогари, Бољевци, Ашања, Купиново и Јаково. У селу Прогари је брат Хаџи-Рувима а отац војводе Петра Николајевића Молера Николај Нешковић умро 1789. као избеглица после Кочине Крајине. У истом месту је боравио војвода Петар Николајевић Молер у време изгнанства између Првог и Другог српског устанка. Изгледа да су селу Прогари живели ближи рођаци Хаџића из Бабине Луке.
Ненад - Нешко и Марија из Бабине Луке имали су четири сина: Рафаила у монаштву и након хаџилука прозваног Хаџи Рувим, Николаја Нешковића, оца војводе Петра Николајевића Молера, Марка и Павла Нешковића.. .

### Хаџи Рувим Нешковић (1752-1804)
Хаџи-Рувим Нешковић, био је парох у Бранковини и Бабиној Луци, а потом јеромонах, намесник манастира Вољавча и архимандрит манастира Боговађа. Рувим се пре монашења звао Рафаило. После одласка на хаџилук у Свету Земљу у Јерусалим 1803. добио је, у складу са тадашњим обичајима назив „Хаџи“ испред имена.
Убијен је у Сечи кнезова 1804.
Пре монашења Хаџи-Рувим био је парохијски свештеник и са женом Маријом (умрла 1783) имао је сина свештеника Јован Хаџић из Бабине Луке, који је био старатељ деце војводе Петра Николајевића и кћерку Сару.

#### О. Јован Хаџић (1777-1830)
О. Јован Хаџић (1777-1830), син Хаџи-Рувимов био је парох у Бабиној Луци до 1810. када је постао парох вароши Ваљево. Није имао деце. Усвојио је Јована Кујунџића.

#### Кујунџићи
Посинак О. Јована Хаџића (1777—1830), сина Хаџи-Рувимовог је Јован Кујунџић, терзија. Јован Кујунџић био је син Симе Кујунџије из Ваљева. Јован Кујунџић је поседовао многа имања у Београду, његова је била кафана Код два бела голуба. Женио се четири пута. Његова деца су:
- Артиљеријски потпуковник, професор филозофије, министар Милан Кујунџић, рођен као Јоаникије (Јанићије) Кујунџић[5], односно др Милан Кујунџић Абердар, министар просвете, председник Народне скупштине, посланик у Риму, професор филозофије на Великој школи, секретар Српског ученог друштва.
- Јелена Кујунџић (1845-1908) удата за Константина Новаковића[6],, односно др Стојана Новаковића (1842-1915), председника министарског савета, министра, професора Велике школе и др. Стојан и Јелена Новаковић имали су сина проф. др Милету Новаковића (1875—1940) који је са Љубицом М. Новаковић (1885-1962) имао сина Радоша Новаковића (1915-1979), филмског редитеља.
- Неранџа Кујунџић удата за генерала Владимира Угричића.
- др Војисав Кујунџић, лекар. Из четвртог брака Јована Кујунџића, знатно млађи од остале деце.

### Марко Хаџић (1758-1834)
Марко Хаџић (1758-1834), син Ненадов и брат хаџи-Рувима. Потписан на молбама устаничких старешина 1804. земунским трговцима и на писму устаника султану.. Два пута се женио. Прва жена звала се Смиља, а друга Станисава. Имао је четири сина О. Софронија Хаџића, Живка (умро 1860), Живана и Јована.
- О. Софроније Хаџић (умро 1859), парох цркве у Бранковини. Имао је синове Гаврила, Саву, Луку и Нешка. Син Гаврило Хаџић, начелник среза тамнавског ваљевског округа са супругом Мартом (умрла 1858) имао сина Љубомира Хаџића (рођ. 1848). Нешко је са Настасијом имао сина Милорада Хаџића. Сава са Смиљаном имао је сина Милоша Хаџића (рођ. 1852).

### Павловићи
Павле Нешковић - Хаџић (умро 1803), син Ненадов и брат хаџи-Рувима, имао је са Аном шест синова Симеона, Мирка, Петронија, Арсенија, Михаила и Илију, који су по оцу носили презиме Павловић.
- О. Јеврем Павловић-Поповић, син Петронија Павловића, свештеник узео је презиме Хаџић. Његов син Властимир Хаџић рођен је 1866. године[8].

### Војвода Петар Николајевић Молер (1775—1816)
Брат Хаџи Рувима Николај имао је синове Петра и Стевана.
Петар Николајевић је уз стрица Хаџи Рувима у његовој уметничкој радионици и и у иконописачкој школи у манастиру Докмир, научио да слика односно фрескопише и иконопише, због чега је и био прозван „молер“. Осликавао је фреске у црквама, као и световна здања конаке, укључујући и и конак дахије Аганлије пре Првог српског устанка и Карађорђев конак у Тополи и цркву, након помиловања које је добио од вожда 1811. године. Познату докмирску школу завршили су многи његови савременици и сродници.
Петар Николајевић Молер је 1812. одлуком Правитељствујушчег совјета, смењен са положаја војводе, због злоупотреба у вршењу дужности. Пошто се одметнуо заједно са Павлом Цукићем расписана је државна потерница са смртном пресудом. На његово место војводе сокоске нахије постављен 1812. Цинцар Марко Костић.. Пошто се предао добио је опроштај и 1812. осликавао Карађорђеву цркву у Тополи. Уочи турске офанзиве 1813. распоређен поново у војску.
Војвода Петар Николајевић Молер имао је синове Симеона-Симеуна и Ранка и кћерку Ану. После војводине смрти о његовој малолетној деци старао се његов брат од стрица Хаџи Рувима свештеник О. Јован Хаџић из Бабине Луке.

#### Молеровићи
- Штабс-капетан Симеон Сима Петровић и Молеровић (1804-1852), начелник среза трнавског, округа чачанског, казначеј (благајник), трговао је и стоком са братом Ранком. Симеон учио је у Београду школу и немачку школу у Срему. Сима и Ранко Молеровићи продали су своју очевину (воћњаке, ливаде, винограде, забране) за 100 дуката стрицу у другом колену Софронију Хаџићу Марковићу 1847. Симин зет био је Петар Лаазревић Цукић. Сима Молеровић сахрањен је поред цркве Св. Тројце у Чачку.

Сима Молеровић је са супругом Рајком имао три кћерке Милеву, Станку и Драгињу.
- Ранко Молеровић, трговац, са супругом Митром није имао деце. Умро је 1850. После његове смрти његова удовица удала се за Мијаила Милићивећи из Карановца (Краљева).

#### Цукићи
Ана Молеровић, кћерка војводе Петра Николајевића Молера, била је удата за Петра Лазаревића Цукића, посника (односно ванбрачног сина) војводе Павла Цукића. Пуковник Петар Цукић био је варошки кнез у Карановцу, кнежев пуномоћник, београдски судија и управитељ, начелник округа крушевачког. Кнез Милош је њихово свадбено весеље приредио у кнежевом двору у Топчидеру.
Петар и Ана Цукићи имали су синове Косту Цукића министра и Лазара Цукића, 1857 потпоручника и државног стипендисту, као и кћерку Јелисавету Петронијевић удату за Милана Петронијевића. Друга жена Петра Цукића била је Марија сестра Стојана Јовановића (Цукића) коловође Катанске буне 1844.

#### Хаџићи-Николићи
Стефан Николајевић (умро 1847), брат војводе Петра Николајевића Молера, носио је презиме по оцу Николић, а касније по стрицу Хаџи-Рувиму Хаџић.
Стефан и Станојка Хаџић имали су пет кћерки: Милицу, Марицу, Стану, Мирјану и Неранџу.
Његова кћерка Стана имала је ванбрачно дете са рођаком Митром Петровићем, сином Петронија Павловића, сина Павла, брата Николаја и хаџи-Рувима.

### Недоумица
Према једном од родослова који је данас оспораван војвода Петар Николајевић Молер је поред рођеног брата Стефана имао и брата Михајла Николајевића свештеника, чији је син Јанко Михаиловић, чија је кћерка Ана удата Кољевић баба по мајци краљице Драге Обреновић..

### Сродство
Хаџићи и Молеровићи су у сродству са Цукићима, Ненадовићима и др.